# Groupe Valentine Inc.
Valentine — це канадська мережа з понад 100 приватних франшиз ресторанів, що працюють у провінції Квебек, Канада. У вересні 2010 року компанія стала дочірньою компанією MTY Food Group, яка придбала права на бренд за 9,3 мільйона доларів.

## Історія
Перший ресторан відкрився в 1979 році в Сент-Іасент, Квебек. Кілька років потому її засновник Жан-П'єр Робін відкрив другий ресторан у Сент-Іасенті, щоб задовольнити попит на «знамениті хот-доги». Успіх мережі зростав і досяг переломного моменту: брати обрали франчайзинг як спосіб функціонування компанії для своїх майбутніх ресторанів. З часом було продано більше франшиз і ресторани відкрилися по всьому Квебеку. У 1990-х роках мережа зазнала масштабного оновлення, під час якого дизайн ресторанів змінився разом із кольорами компанії.
Страви компанії — типовий канадський фастфуд, такий як бургери, картопля фрі, сендвічі та путін. У своїй рекламі компанія використовує гумор. Він пропонує додаток, який записує кроки. Після 10 000 кроків користувач має право на путін.